# منتخب الولايات المتحدة لكأس فيد
منتخب الولايات المتحدة لكأس فيد (بالإنجليزية: United States Fed Cup team)‏ هو ممثل الولايات المتحدة الرسمي في كرة المضرب في كأس فيد.